# Винтер, Эллен
Эллен Винтер Лемборн (дат. Ellen Winther Lembourn, урождённая — Сёренсен (дат. Sørensen); 11 августа 1933, Орхус, Дания — 13 августа 2011, Копенгаген, Дания) — датская оперная певица (сопрано) и актриса. Широкую известность певица приобрела после участия на конкурсе песни Евровидение 1962 года.

## Биография

### Карьера
Эллен обучилась в качестве музыкального педагога в Музыкальной академии Ютландии в 1955 году. В 1957 году Винтер дебютировала в качестве певицы в Королевском театре.
В период 1957—1987 годах Эллен работала оперной певицей в Королевском театре, где она также играла роли в многих пьесах.
Благодаря своему певческому и актёрскому талантом, Эллен приобрела большую аудиторию, благодаря её многочисленным выступлениям в кино, телевидении и мюзиклах.

### Евровидение
В 1962 году, Эллен Винтер участвовала на датском фестивале Dansk Melodi Grand Prix, где выбирали представителя Дании на Конкурс песни Евровидение. Песня Vuggevise, исполненная Эллен, победила на фестивале с 27 баллами. Винтер было предоставлено участие на Конкурсе песни Евровидение 1962 года.
На конкурсе Эллен выступила пятой (после представительницы Австрии и перед представительницей Швеции). В конце голосования, певица набрала 2 балла (по 1 баллу от Швеции и Италии), заняв 10 место.

### Дальнейшая карьера
В сериале «Матадор» Эллен сыграла роль Минны Варн.
В 1968 году певица получила стипендию имени Элизабет Дон, а в 1996 году — стипендию имени Олафа Поулсена. 19 декабря 1983 года Эллен была назначена рыцарем Даннеброгом.

## Личная жизнь
Эллен была дочерью бакалейщика Лорица Сёренсена и его жены Эстер. Сестра Эллен Винтер — скрипачка, работала в Королевской капелле.
С 1960 по 1966 год Эллен была замужем за пианистом и оперным режиссёром Джоном Винтером и от этого брака у них было двое детей. С 1973 по 1997 год певица была замужем за писателем и политиком Хансом Йоргеном Лемборном (до его смерти).

## Смерть
Эллен Винтер умерла 13 августа 2011 года, через два дня после своего 78-летия.

## Фильмография
- Спящая красавица — 1959 год, голос
- Весёлые годы — 1959 год
- Страна людей[5] — 1965 год
- В зелёном лесу — 1968 год
- Сын из Вингордена — 1975 год
- Проверить голоса — 1976 год
- Середина ночи — 1984 год
- Битва за красную корову — 1987 год
- Юдкомпагнит[6] — 1988 год
- Моя тень — 1988 год, короткометражный фильм
- Только одна девушка — 1995 год

### Телевизионные постановки
- Йомфрубурет[7] — 1959 год
- Мечты о вальсе — 1967 год
- Летучая мышь — 1968 год
- Ночь в Венеции — 1969 год
- Рождество в замке — 1986 год
- Комната доставки — 1976 год
- Матадор — 1978 год